# Uroporphyrinogene

Uroporphyrinogen I

Uroporphyrinogen III

Uroporphyrinogene sind eine Gruppe chemischer Verbindungen. Sie kommen in der Natur als Zwischenstufen bei der Biosynthese von Porphyrinen, wie zum Beispiel dem Blutfarbstoff Häm oder dem Cyanocobalamin (Vitamin B12), vor. Zu den Porphyrinogenen gehören die cyclischen Tetrapyrrole mit vier Propionsäure-(P) und vier Essigsäure-(A)-Gruppen.

## Typen
Es gibt vier Zusammensetzungen der A- und P-Gruppen, von denen in der Natur jedoch nur das Uroporphyrinogen I (AP-AP-AP-AP) und, als häufigste Form, das Uroporphyrinogen III (AP-AP-AP-PA) identifiziert wurden. Letzteres wird aus dem linearen Tetrapyrrol Hydroxymethylbilan durch das Enzym Uroporphyrinogen-III-Synthase hergestellt.